# Lista gatunków gier komputerowych
Poniżej przedstawiona jest lista gatunków gier komputerowych. Gry komputerowe, podobnie jak filmy czy muzyka, podlegają podziałom gatunkowym według najróżniejszych cech rozgrywki. Spośród gier komputerowych można wyróżnić osiem podstawowych rodzajów, które warunkują cel rozgrywki oraz sposoby jego osiągnięcia. Są to gry: edukacyjne, fabularne, logiczne, przygodowe, sportowe, strategiczne, symulacyjne i zręcznościowe. Dzielą się one na około 40 wyspecjalizowanych gatunków, które z kolei dzielone są według perspektywy ukazywania świata przedstawionego, formy czasowej rozgrywki, stopnia naśladowania świata rzeczywistego oraz tematyki. Podział ten nie jest jednak jednoznaczny, gdyż wiele gier łączy w sobie cechy kilku gatunków.

## Gry zręcznościowe

### Gry na automaty
Gry na automaty (gry arcade, arkadówki) to klasyczny gatunek gier komputerowych, uruchamianych na wyspecjalizowanych maszynach, do których w celu rozpoczęcia rozgrywki wkładało się monetę. Gry na automaty cechowały się silnie zręcznościową rozgrywką, stopniowym wzrostem poziomu trudności przy zachowaniu stałych zasad rozgrywki, a także mechanizmem wywołującym szybki koniec gry, zmuszający graczy do wrzucania kolejnych monet. Gry arcade przeżywały swoją popularność w latach 70. i 80. XX wieku za sprawą gier takich, jak Space Invaders, Galaxian czy Pac-Man. Rozgrywką „arkadową” cechowały się również gry z odmiany ball-and-paddle, reprezentowane przez Ponga.

### Bijatyki
Bijatyka to inspirowany sztukami walki gatunek gier komputerowych, w których gracze mierzą się z wirtualnym przeciwnikiem w walce wręcz, niekiedy wykorzystując też broń białą. Wyróżnia się dwa podgatunki bijatyk, nazywane po angielsku: fighting game oraz beat ’em up. Pierwszy podgatunek kładzie nacisk na walkę z jednym przeciwnikiem, a reprezentowany jest między innymi przez serie Street Fighter, Mortal Kombat i Tekken. Z kolei w grach typu beat ’em up gracz staje w szranki z licznymi przeciwnikami sterowanymi przez komputer; jednym z przedstawicieli tego gatunku jest Double Dragon.

### Strzelanki
Strzelanki (shoot 'em up) to gatunek gier zręcznościowych, w których nacisk położony jest na strzelanie do rzesz wrogów wyłaniających się na ekranie. Obraz na ekranie może być statyczny lub przewijany w kierunku poziomym bądź pionowym. Gatunek strzelanek, zapoczątkowany przez Space Invaders, szczególną popularność przeżył w latach 80. XX wieku.

#### Strzelanki pierwszoosobowe i trzecioosobowe

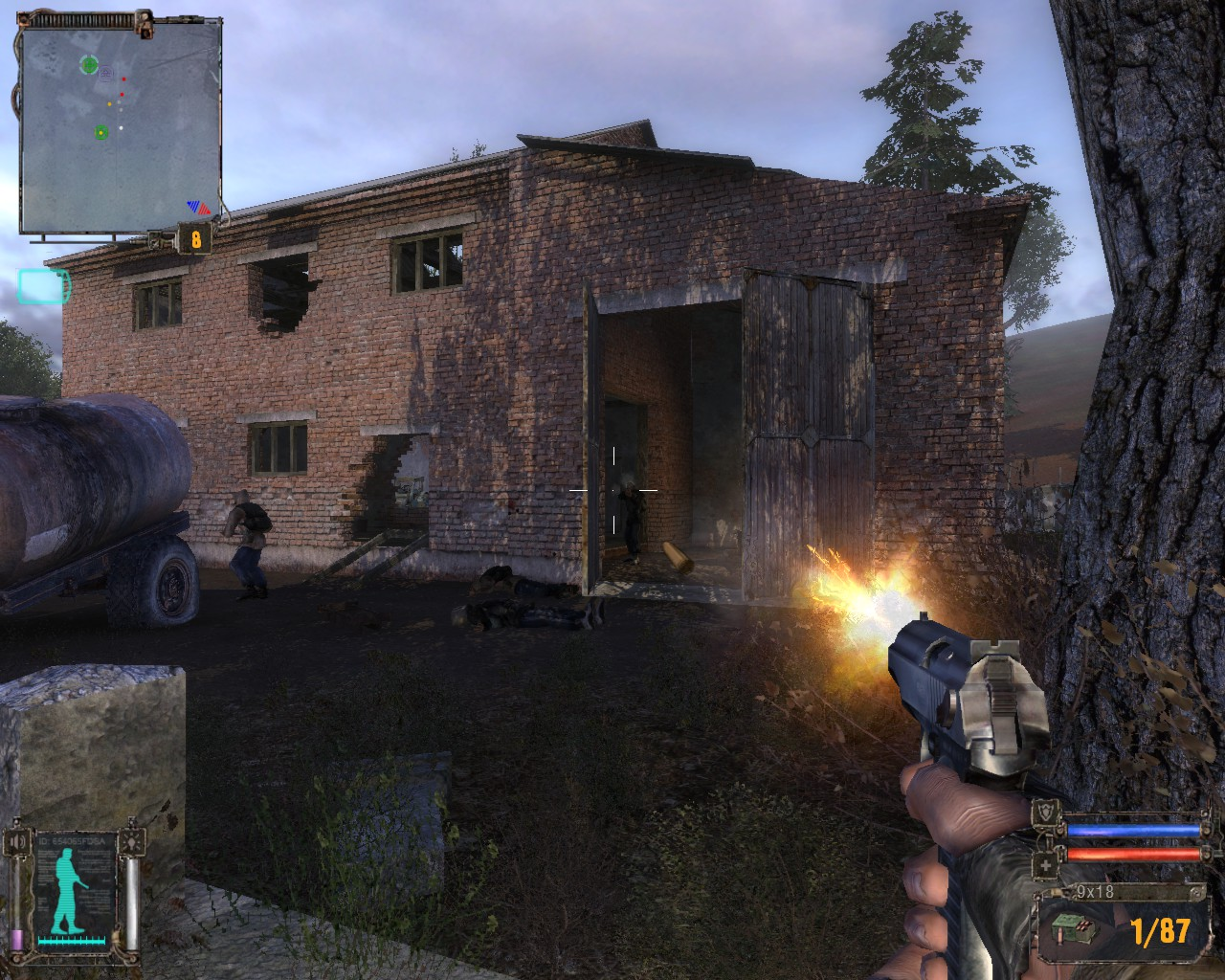
Zrzut ekranu z gry S.T.A.L.K.E.R.: Cień Czarnobyla

First-person shootery (FPS, strzelanki pierwszoosobowe) są strzelankami przedstawionymi z perspektywy pierwszej osoby, tzn. gracz obserwuje akcję oczami sterowanej postaci. W przypadku first-person shooterów przedmiotem walki jest zwykle broń palna. Akcja tego typu gier zwykle jest ściśle określona przez twórców; w tradycyjnym ujęciu gracze stopniowo zdobywają coraz potężniejszą broń, której używają wobec coraz potężniejszych przeciwników. Gatunek FPS-ów narodził się za sprawą takich gier, jak Wolfenstein 3D, Doom czy Quake; dojrzałość pod względem opowiadania historii zyskał za sprawą dzieła Half-Life.
Odmianą strzelanek pierwszoosobowych są strzelanki trzecioosobowe (TPS), podobnie nastawione na akcję, aczkolwiek działania gracza są w nich obserwowane zza pleców postaci. Do TPS-ów zalicza się między innymi seria Gears of War.

### Celowniczki
Celowniczki to starodawna odmiana shooterów, w której gracz nie kontroluje ruchów kierowanej postaci i porusza jedynie celownikiem. W celowniczkach gracze oglądają akcję zza oczu postaci. Gry z tego gatunku wywodzą się z automatów i konsol, gdzie zwyczajowym kontrolerem był pistolet świetlny; na komputerach zastępowały go dżojstiki i myszy. Klasycznym przedstawicielem gatunku jest Operation Wolf, istnieją też serie House of the Dead oraz Virtua Cop.

### Gry platformowe

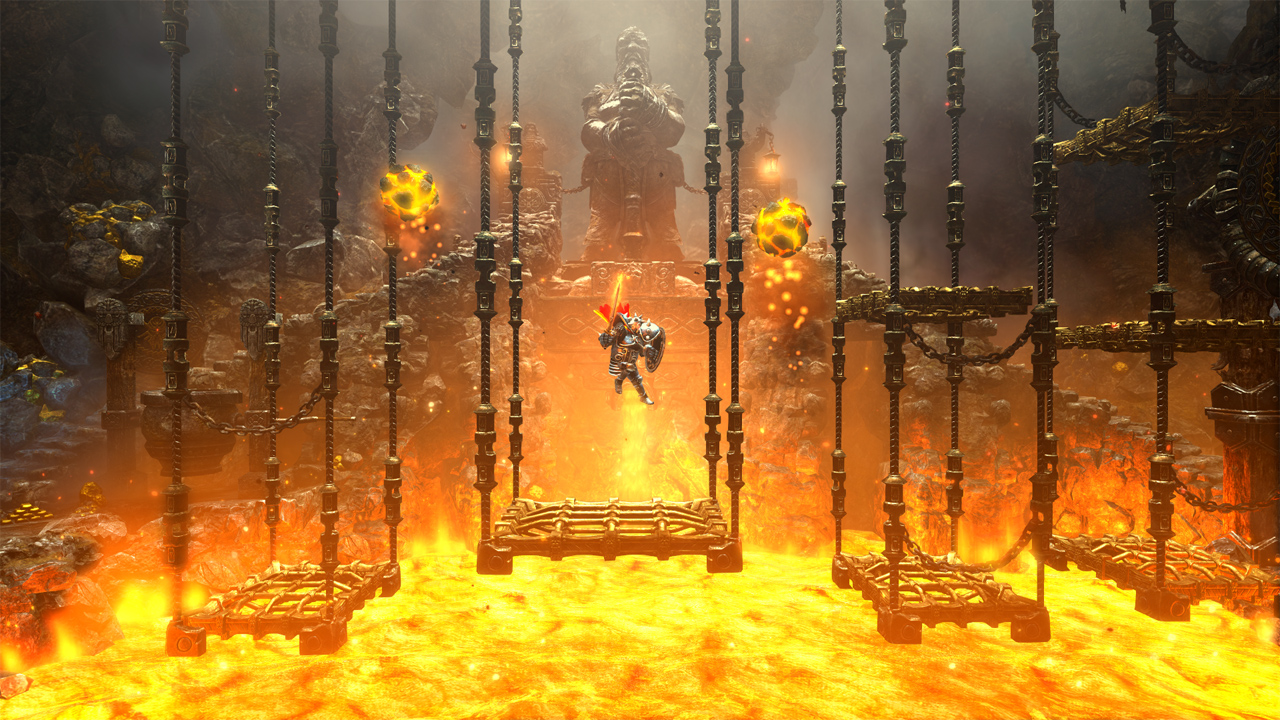
Zrzut ekranu z gry Trine 2

Gry platformowe (platformówki) są to gry, w których gracz prowadzi bohatera przez poziome powierzchnie, nazywane platformami. Podczas rozgrywki gracz pokonuje przeszkody (zarówno stałe, jak i ruchome), przeskakuje bądź omija pułapki. Gry platformowe wykorzystują zarówno grafikę dwuwymiarową, jak i trójwymiarową. Klasyczną formę gatunkowi nadała gra Super Mario Bros.

### Przygodowe gry akcji
Przygodowa gra akcji to gatunek gier komputerowych łączący elementy gier przygodowych i gier akcji (część gier z tego gatunku zawiera zagadki logiczne). Wymagają one podobnych umiejętności zręcznościowych jak gry akcji, jednak oferują często dużo bardziej rozbudowaną fabułę, z dużą liczbą bohaterów oraz dialogów. Często dają także możliwość noszenia ze sobą wielu przedmiotów w ekwipunku, w przeciwieństwie do typowych gier akcji. Ponadto oferują często inne cechy gier przygodowych. Pierwszą grą, która została skategoryzowana jako przygodowa gra akcji, była gra Adventure na Atari 2600.
Podgatunkiem przygodowych gier akcji jest survival horror. W tego typu grach eksploracja świata gry oraz rozwiązywanie zagadek logicznych są połączone z elementami grozy. Podstawy dla survival horroru stworzyła gra Alone in the Dark, ale sławę on zyskał za sprawą serii Resident Evil oraz Silent Hill.

### Skradanki
Skradanki to gry komputerowe, w których gracz dla wypełnienia celu misji stara się być niewidocznym dla przeciwnika, a swoje zadania wykonuje, omijając postacie wroga. Za pierwszą skradankę uważa się grę Pac-Man; podstawy gatunku rozwinęły takie gry, jak Castle Wolfenstein i Metal Gear, a do innych dzieł gatunku należą serie Metal Gear Solid, Thief, Splinter Cell, Hitman.

### Muzyczne
Gry muzyczne to gatunek, w którym zadaniem gracza jest powtarzanie sekwencji danych ruchów. Odbywa się to poprzez naciskanie odpowiednich przycisków na kontrolerze lub klawiaturze. Innym sposobem powtarzania sekwencji jest po prostu taniec gracza synchronicznie do rytmów muzyki (przy użyciu maty tanecznej). Gry muzyczne zyskały popularność za sprawą serii PaRappa the Rapper, Dance Dance Revolution czy też Guitar Hero.

## Gry przygodowe

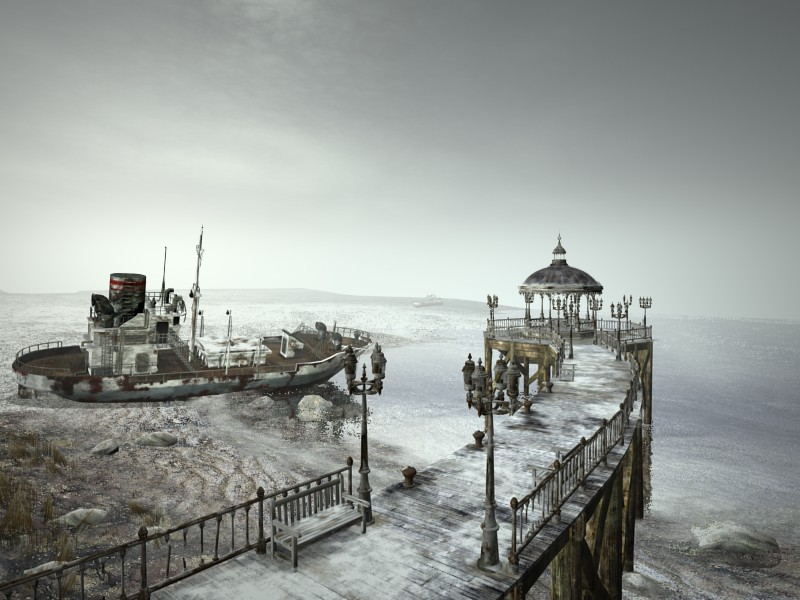
Zrzut ekranu z gry Syberia

Komputerowa gra przygodowa to rodzaj gier, w których gracze mają za zadanie rozwiązać ciąg różnych zagadek przy użyciu odpowiednich przedmiotów, narzędzi itp. Pierwsze gry przygodowe pojawiły się w latach 70. XX wieku posługiwały się interfejsem tekstowym (interaktywna fikcja); sztandarowym produktem tego okresu był Zork. Od czasu pojawienia się Mystery House i King’s Quest gry przygodowe zawierały uproszczoną oprawę graficzną; w połowie lat 80. XX wieku wprowadzone zostały pierwsze gry przygodowe z interfejsem „wskaż i kliknij”, polegającym na interakcji z graficzną częścią gry przy użyciu myszy. Trójwymiar do gier przygodowych został wprowadzony za sprawą serii Myst.

### Interaktywne filmy
Krótkotrwałym zjawiskiem w historii gier komputerowych był podgatunek gier przygodowych, zwany filmami interaktywnymi. W tego typu grach interfejs graficzny w całości został zastąpiony uprzednio nagranymi sekwencjami animowanymi; interakcja została znacząco ograniczona. Popularność filmy interaktywne przeżyły za sprawą gry 7th Guest.

## Gry fabularne

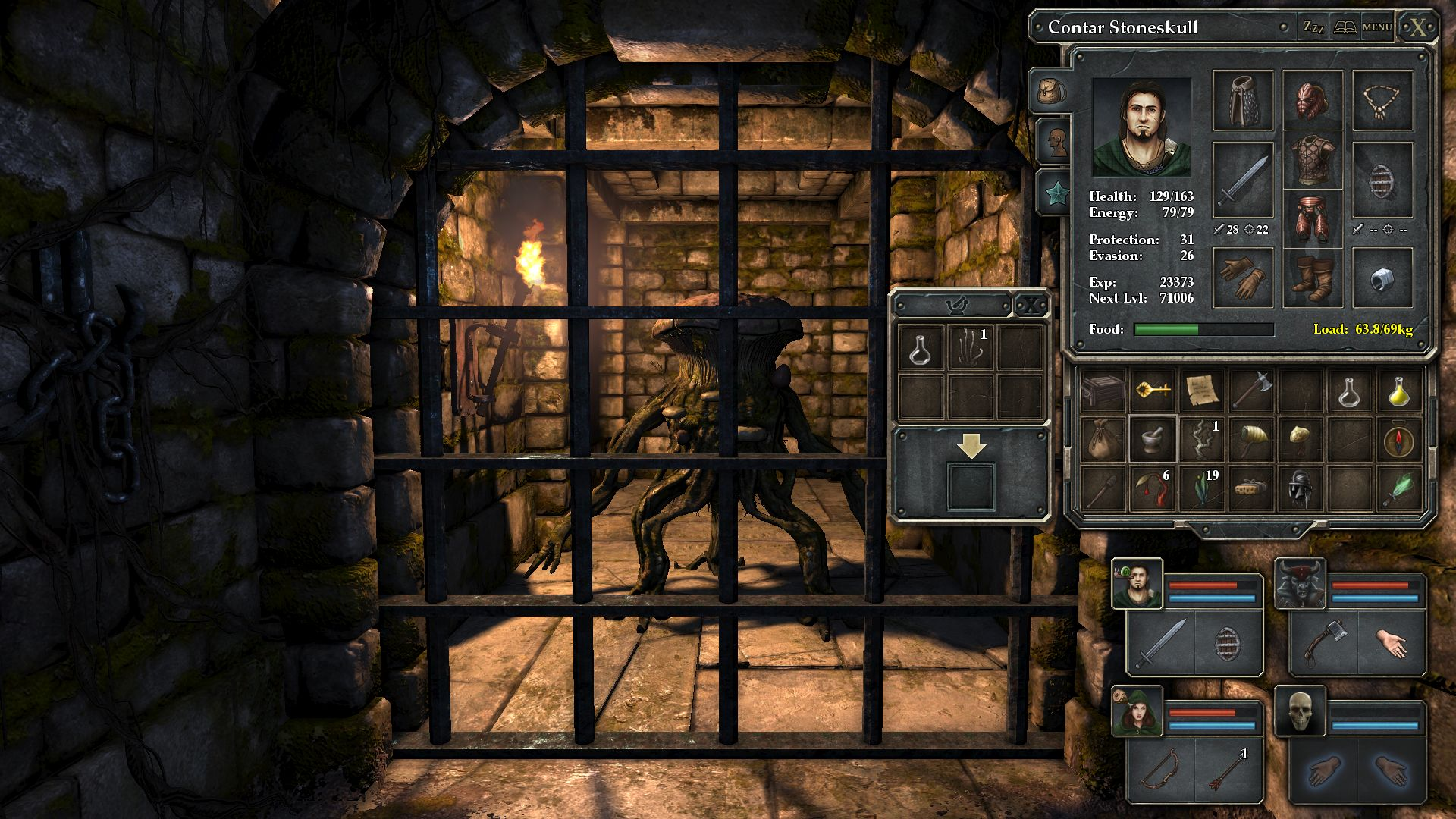
Zrzut ekranu z gry Legend of Grimrock

Komputerowe gry fabularne to gry, w których gracz wciela się w wirtualnego bohatera, rozwijając jego postać w trakcie rozgrywki. W miarę postępu gry gracz doskonali cechy i umiejętności kierowanego przez siebie bohatera, ma również pełną kontrolę nad ruchem własnej postaci i nad wykonywaniem różnorodnych misji. Komputerowe gry fabularne, osadzone tradycyjnie w świecie fantasy lub fantastycznonaukowym, mają swój rodowód w tradycyjnych grach fabularnych. Do przykładów gier fabularnych należą Ultima, Baldur's Gate, Might and Magic.

### Hack and slash
Hack and slashe stanowią uproszczoną odmianę gier fabularnych, pozbawioną rozbudowanych kwestii dialogowych i stawiającą przede wszystkim na akcję oraz elementy zręcznościowe. Do przykładowych hack and slashy zalicza się serię Diablo.

### MMORPG
MMORPG (masowe internetowe wieloosobowe gry fabularne online) to gatunek gier fabularnych osadzonych w wirtualnym świecie, w którym przebywają liczni gracze zachodzący między sobą w interakcje. Do gatunku zalicza się takie gry, jak Ultima Online, RuneScape, Guild Wars i World of Warcraft.

### jRPG
Swoistym podgatunkiem gier fabularnych są jRPG (japońskie komputerowe gry fabularne). Cechą odróżniającą je od innych gier fabularnych jest turowy system walki, a także silny nacisk położony na fabułę oraz relacje między członkami kierowanej przez gracza drużyny. Do sztandarowych przykładów jRPG-ów należy Final Fantasy.

### Roguelike
Odmianą komputerowych gier RPG wywodząca się od Rogue jest roguelike. Charakteryzuje się prezentacją świata, postaci i przedmiotów w postaci rysunków ASCII w trybie tekstowym lub w bardzo prostej grafice kafelkowej. Komputerowy świat gry jest zwykle generowany losowo. Grami roguelike inspirowali się autorzy Diablo.
Przykłady: NetHack, ADOM, Angband.

### MUD-y
Podobny do roguelike’ów, ale odmienny pod względem projektowania świata (jest on z góry zdefiniowany przez twórców) gatunek stanowią MUD-y (Multi-User Dungeon). Również w tego typu grach świat jest prezentowany w trybie tekstowym.

## Gry symulacyjne

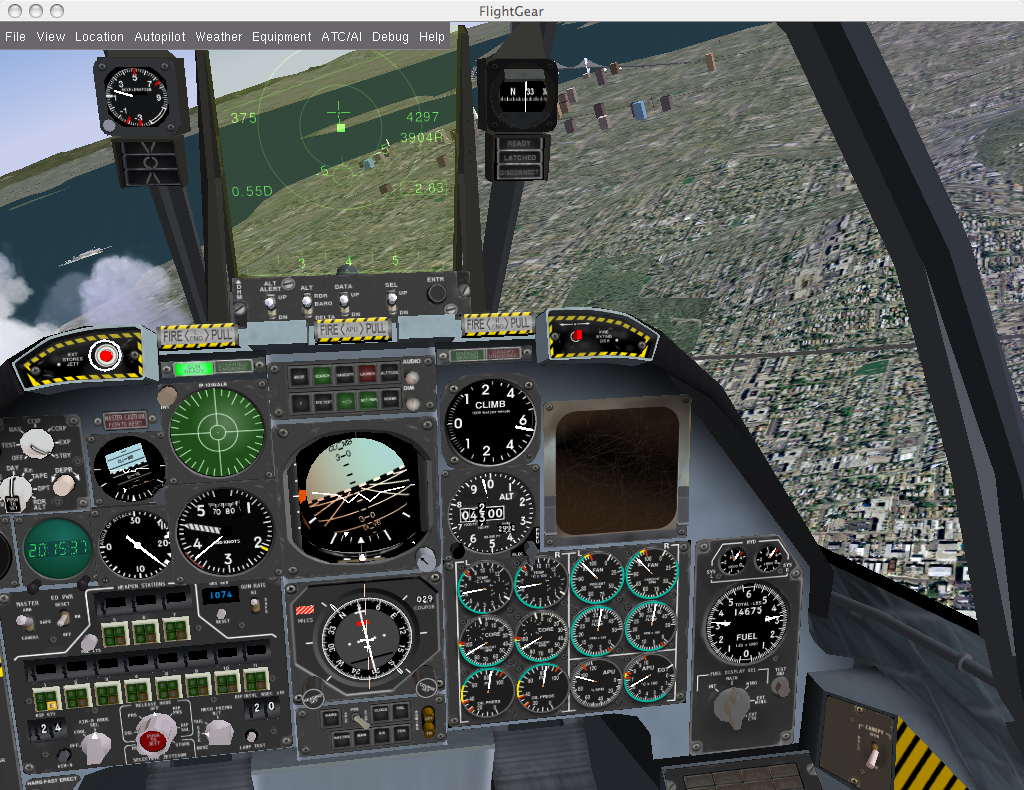
Zrzut ekranu z gry FlightGear

Gry symulacyjne odpowiadają za symulację różnych aspektów życia ludzkiego. Istnieją więc symulatory: lotu samolotów lub statków kosmicznych; okrętów podwodnych; prowadzenia samochodów lub innych pojazdów (samochodówki i podobne gry); życia ludzkiego; a także wielu innych czynności. Symulacji może podlegać praktycznie wszystko. Symulatory często posiadają odmianę zwaną arcade (zręcznościową), upraszczającą wykonywanie różnych czynności.

## Gry sportowe
Gry sportowe symulują rozgrywkę w dyscyplinach sportowych, na przykład piłce nożnej, boksie, golfie, koszykówce, hokeju na lodzie. Nacisk w grach sportowych może być położony na bezpośrednie sterowanie zawodnikami i/lub – w przypadku gier zespołowych – kierowanie zespołem z pozycji menedżera.

### Gry wyścigowe
Komputerowe gry wyścigowe (nazywane wyścigówkami lub wyścigami) są odmianą gier sportowych, pozwalającą graczowi na ściganie się z oponentami kierowanymi przez komputer lub innych graczy. Gatunek ten wyłonił się w latach 80. XX wieku za sprawą gry Pole Position. Odmianą gier wyścigowych są gry rajdowe, które nie polegają na bezpośrednim ściganiu się, lecz na jak najszybszym przebyciu trasy (przykładem może być Colin McRae Rally).

## Gry strategiczne

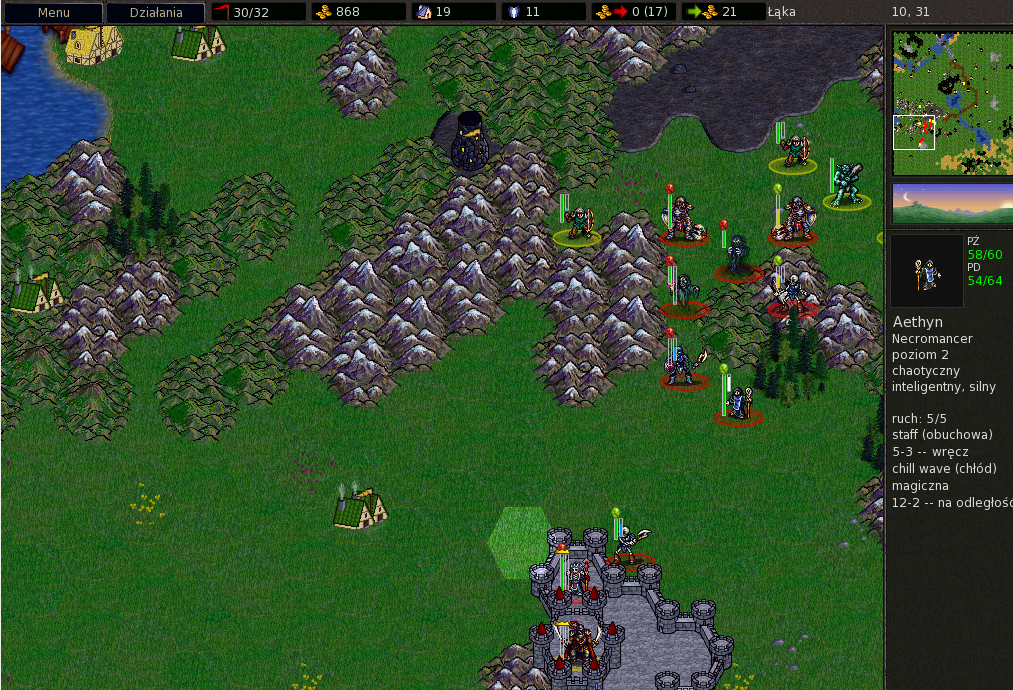
Zrzut ekranu z gry Battle for Wesnoth

Gry strategiczne to rodzaj produkcji wywodzących się z gier planszowych, których celem jest kierowanie zorganizowaną jednostką bądź państwem dla osiągnięcia zwycięstwa militarnego lub ekonomicznego. Gry strategiczne narodziły się w latach osiemdziesiątych XX wieku.

### Strategiczne gry turowe
Strategiczne gry turowe to gatunek gier strategicznych, w których gracz wykonuje na zmianę z komputerem lub innym graczem ruchy (rozgrywa tury). Głównym środkiem osiągnięcia celu przez gracza jest opracowanie taktyki przy dysponowaniu ograniczoną liczbą ruchów. Odmianą gier turowych są artillery games (przykładowo Worms, Scorched Earth), w których gracz kieruje obiektami ostrzeliwującymi się nawzajem w systemie turowym.

### Strategiczne gry czasu rzeczywistego
Strategiczne gry czasu rzeczywistego (RTS) różnią się od gier turowych tym, że gracz kieruje ruchem swoich jednostek i wydaje rozkazy w tzw. czasie rzeczywistym, czyli na bieżąco. Gracz może na bieżąco rozbudowywać swoją armię na bazie dostępnych surowców, a celem jest zwykle zniszczenie bazy przeciwnika. Pierwszą strategiczną grą czasu rzeczywistego była Dune II. Nastawioną na akcję wersją strategii jest multiplayer online battle arena (MOBA), którego przedstawicielami są między innymi Defense of the Ancients oraz League of Legends.

### Gry taktyczne
W grach taktycznych gracz kieruje niewielką grupą postaci, których celem jest pokonanie silniejszego oddziału przeciwnika. Gry taktyczne pozbawione są możliwości zbierania surowców, a klucz do zwycięstwa stanowi opracowanie taktyki pozwalającej na stopniowe eliminowanie sił przeciwnika. Rozgrywka może być symulowana w trybie turowym (Steel Panthers) lub w czasie rzeczywistym (Commandos).

### Gry ekonomiczne
W grach ekonomicznych główną rolę odgrywa rozwój i czynnik ekonomiczny. Gracz dysponuje w nich przedsiębiorstwem bądź miastem, które musi rozbudowywać i uczynić opłacalnymi finansowo. Do gier ekonomicznych należą między innymi Transport Tycoon, Capitalism II i SimCity.

### 4X
Gry 4X są oparte na czterech cechach (x): eXplore (eksploracji), eXpand (ekspansji), eXploit (eksploatacji) i eXterminate (eksterminacji). W nich gracz zwykle zarządza całym państwem, starając się osiągnąć dominację zarówno środkami militarnymi, jak i dyplomatycznymi.

### Gry przeglądarkowe
Strategiczne gry przeglądarkowe pozwalają na zarządzanie organizacją lub obiektem za pośrednictwem przeglądarki internetowej. Interfejs w nich nastawiony jest głównie na pokazywanie tekstu.

### Gry w boga
Odmianą gier strategicznych są „gry w boga”, w których gracz kieruje bóstwem władającym określonym społeczeństwem. Gatunek gier w boga narodził się za sprawą dzieła Populous.

### Tower defense
W grach z gatunku tower defense zadaniem gracza jest powstrzymywanie kolejnych fal przeciwników poprzez stawianie wież obronnych czy też utrudnień na ich drodze. Przykłady gier: Anomaly Warzone Earth, Orcs Must Die!, Plants vs. Zombies.

## Gry logiczne
Gry logiczne wymagają od gracza rozwiązania ciągu zadań logicznych w celu przejścia danych poziomów. Rozróżniane są zarówno gry cechujące się oryginalnymi rozwiązaniami (np. Lemmings), jak i adaptacje klasycznych gier planszowych oraz karcianych.

## Gry edukacyjne
Komputerowe gry edukacyjne służą poszerzeniu wiedzy gracza i są wykorzystywane w praktyce edukacyjnej (lekcje szkolne, ćwiczenia uniwersyteckie). Pierwszą grą edukacyjną na komputery była The Oregon Trail.